# Uniondale (New York)
Uniondale est une ville du comté de Nassau, situé dans l’État de New York aux États-Unis. La ville se situe sur Long Island.

## Sports

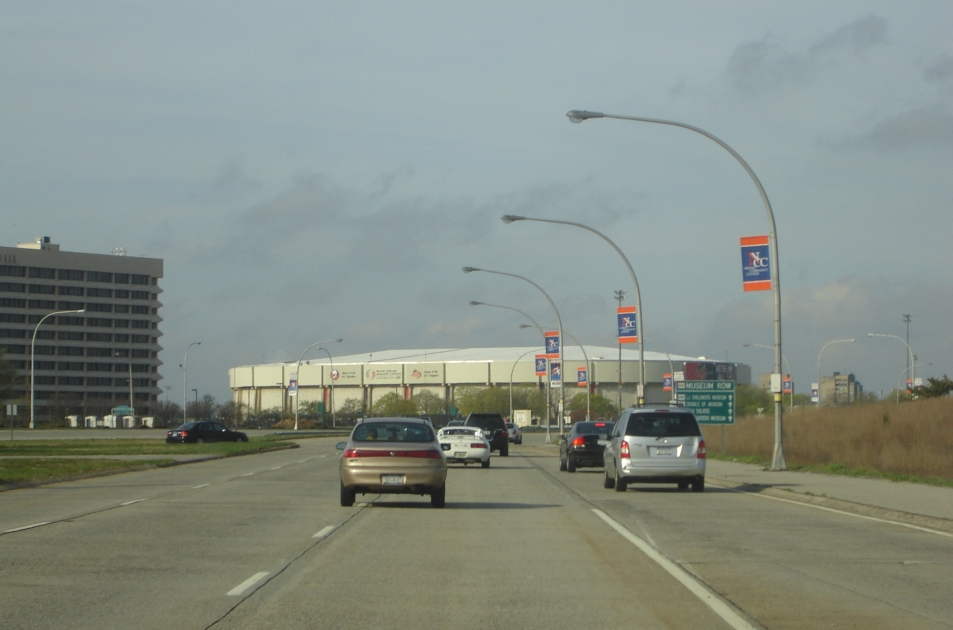
Boulevard Charles Lindberg à Uniondale.

La ville d'Uniondale accueille les matchs de hockey sur glace des Islanders de New York de la Ligue nationale de hockey. Les matchs se jouent dans la patinoire du Nassau Veterans Memorial Coliseum depuis la saison 1972-73.
Uniondale accueille également les matchs de l'équipe des Dragons de New York de l'Arena Football League (ligue de football américain en salle) depuis 1995.
En 1986, le tournoi de catch de WrestleMania 2 a lieu à Uniondale dans le Nassau Veterans Memorial Coliseum et seize ans plus tard c'est au tour du SummerSlam 2002 de se jouer dans la même salle.
En 1998, le record du relais 4 × 400 mètres masculin est remporté à Uniondale par les Américains Jerome Young, Antonio Pettigrew, Tyree Washington et Michael Johnson en 2 min 54 s 20, record annulé en 2008 pour des raisons de dopage.